# القفل (جازان)
القفل هو أحد المراكز التابعة لمحافظة صامطة جنوب منطقة جازان في جنوب غرب المملكة العربية السعودية.

## الموقع
تقع قرية القفل في الجهة الشرقية من محافظة صامطة وعلى مساحة جغرافية واسعة تتخللها الأودية والسفوح والأراضي الزراعية الخصبة تقع قرية القفل ويوجد فيها مركز القفل، تجاوره الأراضي اليمنية من جهتي الجنوب والشرق إضافة لمحافظة الحرث التي تجاوره أيضا مع محافظة أحد المسارحة من الجهة الشمالية، بينما تحده من الغرب محافظة صامطة، ويمتاز بكثرة سيوله لقربه من المناطق الجبلية ومساقط الأمطار، كما يمتاز بأراضيه الزراعية الخصبة، ومناظره الطبيعية الخلابة ومواقعه السياحية الجميلة، وهو أكثر المراكز التابعة لمحافظة صامطة من ناحية عدد القرى حيث تزيد قراه على ثمانين قرية، ويضم عددا من القبائل التي تستوطن تلك القرى الزراعية.

## السكان
حسب الإحصائية الأخيرة لتعداد المساكن والسكان بلغ عدد المساكن المشغولة في مركز القفل 3209 مساكن، كما بلغ عدد السكان 23715 نسمة.
نشاط السكان في مركز القفل، فهم يعملون في الأنشطة التالية:
- الزراعة:

ويعمل فيها معظم سكان المركز الذي يتميز بجريان وديانه وكثرة سيوله وخصوبة أرضه حيث توجد به أودية كبيرة أهمها: وادي لية، ووادي المغيالة، التي تجري بها السيول معظم أيام السنة لهطول الأمطار على مصباتها الممتدة إلى داخل الحدود اليمنية الجبلية ويعتمد المزارعون بشكل كبير على مياه السيول والأمطار في زراعتهم بطرق للري موروثة عن الآباء والأجداد وهي السدود الترابية أو ما يسمى( العقوم ) المنتشرة في الأودية والمتعارف عليها من قديم الزمن
أهم المحاصيل الزراعية في مركز القفل:
معظم المزارع في مركز القفل لا تزال بدائية تعتمد على مياه الأمطار والسيول وطرق الري التقليدية وأهم المحاصيل الزراعية في مركز القفل ما يلي:
1. الحبوب وأهمها: الذرة بأنواعها ( الزيدية والأحمر والشهلاء ) والسمسم.
2. الأعلاف وأهمها قصب الذرة.
3. الخضروات والفواكه: وحاليا بدأت المنطقة بتطوير زراعتها، وكذلك زراعة المانجو

- الرعي وتربية المواشي:

يقوم كثير من سكان القرى في مركز القفل بالرعي وتربية المواشي نظرا لوجود المراعي والمزارع التي تقتات عليها المواشي وأهم المواشي : الضأن، الماعز، الأبقار، الإبل.
- التجارة:

ويعمل بها عدد من سكان قرى القفل عبر مجموعة من المراكز التجارية في قرى المركز.
- الوظائف الحكومية:

يعمل عدد من سكان مركز القفل في الوظائف الحكومية المختلفة في عدد من مدن ومناطق المملكة .

## قرى المركز
| - القفل - اللقية - شعب آل دهمي - الحقلة الشمالية - الحقلة الجنوبية - خلفة شعب آل دهمي - قائم الصملة - كدرة اللقية - القرة العليا - القرة السفلى - الروايا الشرقية - الروايا الغربية - المواقدة - الدعيمة - الكرس - أبو النبعة - أبو الطفاية - أبو العدنة - أم القطب | - العطايا - صيابة - المعزاب - الغاوية - المجروب - السرداح - الجبوح - أبو الرديف - الزبادي - أم العود الشمالية - أم العود الجنوبية - رمادة - محجن - الروضة الغربية - الروضة الشرقية - أم القروش - طيبة المغيالة - المحانش الشمالية - المحانش الجنوبية - دندف | - أبوذيل - السودي - الوتد - كدرة الوتد - المعترض - أبو الكدش - الشاجن - أم الشيح - المطقطقة - الضلعة - الكنابيش - أم التراب - المحطة - عشة عقيلة - المعرم - عشة سبيع - سلعة - الصوان - القومة | - الراحة - المرماد - شرقان - الجميمة - القصيبات السفلى - القصيبات العليا - صلاصل - المخيم - أم الحصم - وبرة - الموشرة - قنبورة - جهيزة - أم الشفار - أم الدرق - أم الصلقة - الذهليات - العدن - أم الصقور |

## المواقع السياحية
أبرز المواقع السياحية بمركز القفل:

### كرس الحشايا
وهو عبارة عن جبل صغير يقع على ضفة وادي المغيالة الجنوبية بالقرب من قرية الحقلة بمركز القفل ويبعد عن محافظة صامطة حوالي 20 كم، وهو مطل جميل يطل على معظم قرى المركز في منظر مخضر بهيج، يمنح النفس سرورا وانشراحا، كما يمتاز بالغابات الجميلة الواقعة بجواره في وادي المغيالة المنساب تحته في شكل جميل أخاذ.

### مطل الحصن
وهو مطل جميل يقع شرق قرية المحطة بمركز القفل على ضفة وادي لية من جهة الشمال، ويمتاز بهوائه العليل وانسياب مياه الوادي وجريان السيول من تحته، وخاصة في ليالي الأمطار حيث يزدحم المكان بالمتنزهين.

### جبل جحفان
ويعتبر جبل جحفان أعلى قمة في مركز القفل ويطل على جميع قرى المركز تقريبا ويوجد في قمته شجر البشام وتكسوه الخضرة أيام الأمطار، وتحيط به الوديان من الشمال والجنوب والشرق وتوجد به آثار لحصون قديمة مندثرة، وهذا الجبل بحاجة إلى دراسة فاحصة من علماء الآثار لكشف كنوزه وفك رموزه.

## التضاريس
- الأحواض الدنيا للأودية: وتتكون من مجموعة سهول فيضية كونتها الأودية وتمتاز بتربتها الطينية الخصبة التي اكتسبتها من الطمي والسيول المنحدرة إليها من الوديان والجبال .
- سلسلة المرتفعات ( الأصدار ): وأهمها جبل جحفان وكرس الحشايا وغيرها من التلال الجبلية مثل: عشة عقيلة، وعشة سبيع، وتلال قرى الراحة وأم التراب .

## المرافق الحكومية

### مراكز حرس الحدود
1. مركز حرس الحدود بالمهدف
2. مركز حرس الحدود بأبو الرديف
3. مركز حرس الحدود بالمعزاب

### مراكز المجاهدين
1. مركز المجاهدين بعشة سبيع
2. مركز المجاهدين بالسرداح

### مراكز الرعاية الصحية الأولية
1. مركز الرعاية الأولية بالحقلة.
2. مركز الرعاية الأولية باللقية.

### مرافق التعليم
في قرى مركز القفل عدد من المدارس الحكومية في مختلف المراحل التعليمية ( ابتدائي ومتوسط وثانوي ) بنين وبنات حيث توجد حاليا من مدارس البنين: ثلاث ثانويات، وسبع متوسطات، واثنتا عشرة مدرسة ابتدائية، وما يماثلها من مدارس البنات .

### المرافق الاجتماعية والخيرية
- يوجد في مركز القفل نادي اللقية الاجتماعي الذي يهتم بالأمور الاجتماعية والشبابية والثقافية لأبناء قرى المركز.
- كما يوجد مكتب الإشراف على حلقات مركز القفل، وهو تابع لجمعية تحفيظ القرآن الكريم الخيرية في محافظة صامطة.

### الطرق
- من أهم الطرق:

1. طريق السودي - القفل
2. طريق أم التراب - أبو الرديف - الطوال
3. طريق أبوحجر - اللقية - شعب آل دهمي
4. طريق الحقلة - مجعر
5. طريق أم التراث - صلاصل
6. طريق الراحة - جلاح
7. طريق الحقلة - أبو الرديف.
8. طريق الحقلة - الروايا - الجيانية

- ومن أهم الجسور:

1. جسر القفل
2. جسر أم التراب
3. جسر اللقية - أبوحجر
4. جسر الروضة الشرقية بالمغيالة
5. جسر الحقلة.

وبعض هذه الطرق والجسور ما زال تحت التنفيذ.

## المواقع الأثرية
- هناك آثار في قمة جبل جحفان من الجهة الجنوبية الشرقية فيه وهي عبارة عن آثار حصون قديمة مندثرة.
- كذلك يوجد أثر حصن في قرية القفل بجوار الجامع القديم.
- ومن الآثار أيضا حصن المهدف الواقع شرق قرية المحطة وتقع غربه مقبرة تسمى مقبرة الذخيرة.

## وصلات خارجية
- صامطة الأرض والإنسان، إصدار المجلس البلدي لبلدية محافظة صامطة، سنة: 1429هـ، ص: 21 - 25.
- أودية جازانية (النطاق الجنوبي)، تأليف: محمد بن حسن أبوعقيل، ص: 107 - 113.